# 29 mars
29 mars är den 88:e dagen på året i den gregorianska kalendern (89:e under skottår). Det återstår 277 dagar av året.

## Återkommande bemärkelsedagar

### Helgdagar
- Påskdagen firas i västerländsk kristendom för att högtidlighålla Jesu återuppståndelse efter korsfästelsen, åren 1807, 1812, 1818, 1891, 1959, 1964, 1970, 2043, 2054, 2065.

## Namnsdagar

### I den svenska almanackan
- Nuvarande – Jonas och Jens
- Föregående i bokstavsordning
  - Eustachius – Namnet fanns, till minne av en biskop i Bayern på 600-talet, på dagens datum fram till 1693, då det utgick och ersattes av Jonas.
  - Jens – Namnet infördes 1986 på 6 oktober. 1993 flyttades det till dagens datum och har funnits där sedan dess.
  - Jon – Namnet förekom på dagens datum på 1790-talet, men utgick sedan. 1986 återinfördes det på dagens datum, men flyttades 1993 till 21 augusti, där det har funnits sedan dess.
  - Jonas – Namnet infördes, till minne av en kristen martyr, som dog i Persien 343, på dagens datum 1693, då det ersatte Eustachius, och har funnits där sedan dess.
  - Jonna – Namnet infördes på dagens datum 1986, men flyttades 1993, tillsammans med Jon, till 21 augusti, där det har funnits sedan dess.
- Föregående i kronologisk ordning
  - Före 1693 – Eustachius
  - 1693–1900 – Jonas och Jon
  - 1901–1985 – Jonas
  - 1986–1992 – Jonas, Jon och Jonna
  - Från–1993 – Jonas och Jens
- Källor
  - Brylla, Eva (red.): Namnlängdsboken, Norstedts ordbok, Stockholm, 2000. ISBN 91-7227-204-X
  - af Klintberg, Bengt: Namnen i almanackan, Norstedts ordbok, Stockholm, 2001. ISBN 91-7227-292-9

### Finlandssvenska almanackan
- Nuvarande från 1929[1] – Jonas
- I föregående revideringar[a][2]
  - inga ändringar sedan 1929

## Händelser
- 537 – Sedan Silverius har blivit avsatt tidigare under månaden väljs Vigilius till påve.[3]
- 1638 – Sedan de båda svenska fartygen Kalmar Nyckel och Fågel Grip, som avseglade från Göteborg i november året före under befäl av den nederländske kaptenen Peter Minuit, den 23 mars har ankommit till Delawareviken på den nordamerikanska östkusten har expeditionen seglat upp för Delawarefloden och landstigit på en udde mellan denna och en biflod (vilken får namnet Paradisudden). Denna dag sluter Minuit ett avtal med de lokala indianerna om att köpa en bit mark runt Delawareflodens mynning. Även om avtalet undertecknas först 8 april räknas detta därmed som den dag, då den svenska kolonin Nya Sverige grundas och Minuit blir samma dag dess förste guvernör. Sedan man har uppfört befästningen Fort Christina avseglar Minuit redan till sommaren, för att hämta nya kolonister, men omkommer under en orkan i Västindien den 5 augusti. 300-årsminnet av kolonins grundande 1938 firas genom att den svenske kronprinsen Gustaf (VI) Adolf gör ett statsbesök i USA och träffar presidenten Franklin D. Roosevelt och till 350-årsminnet 1988 utges ett gemensamt svensk-finskt minnesfrimärke.
- 1792 – Den svenske kungen Gustav III avlider av de skador han har fått, då han blev skjuten på en operamaskerad knappt två veckor tidigare. Han efterträds som kung av Sverige av sin son Gustav IV Adolf, som då endast är 13 år och får en förmyndarstyrelse, ledd av hans farbror hertig Karl, fram till 1796, då han blir myndig och kan ta över styrelsen.
- 1809
  - Sveriges kung Gustav IV Adolf, som genom en statskupp har blivit arresterad och satts i husarrest den 13 mars, abdikerar formellt från den svenska tronen. Han avsäger sig sin egen rätt till kronan, men vägrar göra detsamma för sin son kronprins Gustavs räkning. Den 10 maj blir han dock formellt avsatt av ständerna, som då även fråntar hela hans familj arvsrätten till kronan.
  - Den ryske tsaren Alexander I utropas till storfurste av Finland vid lantdagen i Borgå, då de finska ständerna svär honom trohet och han avger regeringsförsäkran. Trots att det är nästan ett halvår tills freden i det pågående finska kriget undertecknas, bekräftar detta, att Finland därmed efter över 600 år för alltid är avskiljt från Sverige och har blivit ett autonomt ryskt storfurstendöme.
- 1871 – Konserthuset Royal Albert Hall i London invigs efter en byggtid på fyra år. Det är uppkallat efter drottning Viktorias make prins Albert, som var den som föreslog projektet redan 20 år tidigare, men avled 1861 och alltså inte fick se det fullbordat.
- 1948 – Världens första formel 1-lopp hålls i den franska staden Pau (det benämns också Paus Grand Prix). Sporten härstammar från grand prix-racingen från 1900-talets första hälft, men det är först två år senare som loppet räknas som världsmästerskap.
- 1951 – De båda amerikanska makarna Ethel och Julius Rosenberg döms av en federal domstol till döden för att ha konspirerat i syfte att spionera för Sovjetunionens räkning, då de ska ha överlämnat information om atombomber till Sovjet. De avrättas den 19 juni 1953 och detta blir det hittills enda fallet i USA:s historia, där civila personer avrättas för spioneri. Efter Sovjets fall framkommer ur sovjetiska arkiv indikationer på att Julius verkligen begick det brott han dömdes för, medan Ethels inblandning är mer tvetydig.
- 1968 – Tingstadstunneln under Göta älv i Göteborg invigs efter en byggtid på sju år och förbinder därmed ön Hisingen med fastlandet.
- 1974 – Fornfyndet Terrakottaarmén[4] upptäcks, Xi'an i Shaanxiprovinsen i Kina
- 1990 – Sex svenska polischefer åtalas för otillåten avlyssning av svenska kurder och palestinier. Samtliga av de åtalade hävdar sig oskyldiga till brott, då avlyssningarna, som är en del i Palmeutredningen, sägs ha gjorts för att förhindra våldsdåd från det kurdiska partiet Kurdistans arbetarparti.
- 2006 – Plåtslagaren Niklas Lindgren grips utanför sin arbetsplats som misstänkt för att vara den så kallade Hagamannen, som utfört ett antal våldtäkter och våldtäktsförsök i stadsdelen Haga i Umeå. Han häktas den 22 april och döms 26 juli till 14 års fängelse för två våldtäkter, två grova våldtäkter och mordförsök samt två våldtäktsförsök.
- 2017 – Storbritannien ansöker om utträde ur Europeiska unionen, som en konsekvens av resultatet i folkomröstningen om EU-medlemskap i Storbritannien 2016.

## Födda
- 1790 – John Tyler, amerikansk politiker, USA:s vicepresident 1841 och USA:s president 1841–1845
- 1799 – Edward Smith-Stanley, brittisk torypolitiker, Storbritanniens premiärminister 1852, 1858–1859 och 1866–1868
- 1830 – Eli C.D. Shortridge, amerikansk politiker, guvernör i North Dakota 1893–1895
- 1832 – Carl Rupert Nyblom, svensk skald, professor i estetik samt litteratur- och konsthistoria, ledamot av Svenska Akademien från 1879
- 1847 – John D. Works, amerikansk republikansk politiker och jurist, senator för Kalifornien 1911–1917
- 1847 – Nils Lövgren, svensk biskop i Västerås stift
- 1867 – Denton True Young, amerikansk basebollspelare med artistnamnet Cy Young
- 1879 – Frank Kugler, amerikansk idrottare
- 1888 – James E. Casey, amerikansk affärsman
- 1891 – Isaac Lang, tysk-fransk judisk författare med pseudonymen Yvan Goll
- 1892 – József Mindszenty, ungersk kardinal, ärkebiskop av Esztergom 1945–1973
- 1895 – Ernst Jünger, tysk författare
- 1899 – James Allred, amerikansk demokratisk politiker och jurist, guvernör i Texas 1935–1939
- 1901 – Uuno Kailas, finländsk författare
- 1918 – Pearl Bailey, amerikansk skådespelare och sångare
- 1923 – Erik Johansson i Simrishamn, svensk socialdemokratisk riksdagspolitiker
- 1925
  - Harriett Philipson, svensk skådespelare
  - Jan von Zweigbergk, svensk skådespelare och regiassistent
- 1927 – John R. Vane, brittisk farmakolog, mottagare av Nobelpriset i fysiologi eller medicin 1982
- 1928 – Philip Locke, brittisk skådespelare
- 1929 – Lennart Meri, estnisk politiker, president 1992–2001
- 1931 – Arne Selmosson, svensk fotbollsspelare
- 1936 – Joseph P. Teasdale, amerikansk demokratisk politiker, guvernör i Missouri 1977–1981
- 1941 – Joseph Taylor, amerikansk radioastronom, mottagare av Nobelpriset i fysik 1993
- 1942 – Larry Pressler, amerikansk republikansk politiker, senator för South Dakota 1979–1997
- 1943
  - Eric Idle, brittisk komiker, manusförfattare, regissör, skådespelare och kompositör, medlem av humorgruppen Monty Python
  - John Major, brittisk konservativ politiker, parlamentsledamot 1979–2001, Storbritanniens utrikesminister 1989, finansminister 1989–1990 samt Storbritanniens premiärminister och partiledare för de konservativa 1990–1997
  - Evánghelos Odysséas Papathanassíou, grekisk musiker och kompositör med artistnamnet Vangelis
- 1944
  - Nana Akufo-Addo, ghanansk politiker
  - Terry Jacks, kanadensisk sångare och musiker
- 1950 – Catti Edfeldt, svensk regissör, manusförfattare och skådespelare
- 1951 – Roger Myerson, amerikansk ekonom, mottagare av Sveriges riksbanks pris i ekonomisk vetenskap till Alfred Nobels minne 2007
- 1955
  - Brendan Gleeson, irländsk skådespelare
  - Rolf Lassgård, svensk skådespelare
  - Marina Sirtis, brittisk skådespelare
- 1957
  - Erik Blix, svensk journalist, programledare, satiriker, konferencier och skådespelare
  - Christopher Lambert, fransk skådespelare
- 1958 – Travis Childers, amerikansk demokratisk politiker, kongressledamot 2008–2011
- 1964 – Annabella Sciorra, amerikansk skådespelare
- 1966 – Annelie Bhagavan, svensk röstskådespelare och sångare
- 1968 – Lucy Lawless, nyzeeländsk skådespelare
- 1971 – Robert Gibbs, amerikansk politisk konsult, Vita husets pressekreterare 2009–2011
- 1973 – Johan Petersson, svensk handbollsspelare, kopia av Svenska Dagbladets guldmedalj
- 1974 – Marc Gené, spansk racerförare
- 1981 – Mattias Andréasson, svensk sångare, medlem i gruppen E.M.D.
- 1985 – Mia Santoromito, australisk vattenpolospelare

## Avlidna
- 1058 – Stefan IX, omkring 38, född Frederick av Lothringen, påve sedan 1057
- 1612 – Anna Katarina av Brandenburg, 36, Danmarks och Norges drottning sedan 1597 (gift med Kristian IV)
- 1772 – Emanuel Swedenborg, 84, svensk författare, naturvetenskapsman och mystiker
- 1792 – Gustav III, 46, kung av Sverige sedan 1771 (mördad)
- 1794 – Nicolas de Condorcet, 50, fransk matematiker, filosof och revolutionsman
- 1824 – Hans Nielsen Hauge, 53, norsk lekmannapredikant
- 1872 – Isaac P. Walker, 56, amerikansk demokratisk politiker, senator för Wisconsin 1848–1855
- 1880 – Constantin Hansen, 75, dansk målare
- 1902 – Ludvig Michael Runeberg, 67, finländsk konstnär och kaméskärare
- 1912 – John Gerrard Keulemans, 69, nederländsk konstnär och illustratör
- 1918 – James Ritty, 81, amerikansk restaurangägare och uppfinnare
- 1921 – Levi Ankeny, 76, amerikansk republikansk politiker och affärsman, senator för Washington 1903–1909
- 1924
  - Charles Villiers Stanford, 71, brittisk tonsättare
  - Simon Boëthius, 74, svensk historiker, politiker och skytteansk professor
- 1930 – Anton Bettelheim, 78, österrikisk skriftställare
- 1937 – William M. Butler, 76, amerikansk republikansk politiker, senator för Massachusetts 1924–1926
- 1965 – Gösta Adrian-Nilsson, 80, svensk målare med signaturen GAN
- 1982 – Carl Orff, 86, tysk kompositör och pedagog
- 1984 – Edwin B. Forsythe, 68, amerikansk republikansk politiker, kongressledamot sedan 1970
- 1992 – Paul Henreid, 84, österrikisk-amerikansk skådespelare och regissör
- 1994 – Bill Travers, 72, brittisk skådespelare
- 2001 – Mona Krantz, 69, svensk radioprofil
- 2005 – Howell Heflin, 83, amerikansk demokratisk politiker och jurist, senator för Alabama 1979–1997
- 2006 – Werner Wolf Glaser, 92, tysk-svensk tonsättare, dirigent, musiklärare och musikkritiker
- 2007 – Tosiwo Nakayama, 75, mikronesisk politiker, Mikronesiens president 1979–1987
- 2009
  - Andy Hallett, 33, amerikansk skådespelare
  - Maurice Jarre, 84, fransk filmmusikkompositör
  - Gerrit Viljoen, 82, sydafrikansk politiker, generaladministratör för Sydvästafrika (nuvarande Namibia) 1979–1980, Sydafrikas utbildningsminister 1980–1989 och konstitutionsutvecklingsminister 1989–1992
- 2011 – Endre Wolf, 97, svensk violinist och musikpedagog
- 2012
  - Karen Wegener, 76, dansk skådespelare
  - Jan Broberg, 79, svensk kritiker, författare och litteraturhistoriker
- 2014 – Birgitta Valberg, 97, svensk skådespelare
- 2016 – Patty Duke, 69, amerikansk skådespelare
- 2017 – Alexej A. Abrikosov, 88, rysk-amerikansk fysiker, mottagare av Nobelpriset i fysik 2003
- 2019
  - Anders Ehnmark, 87, journalist och författare
  - Agnès Varda, 90, belgisk-fransk filmregissör
- 2020
  - Philip W. Anderson, 96, amerikansk fysiker, mottagare av Nobelpriset i fysik 1977
  - Krzysztof Penderecki, 86, polsk kompositör och dirigent
- 2024 – Louis Gossett Jr., 87, amerikansk skådespelare
- 2025 – Richard Chamberlain, 90, amerikansk skådespelare